# Меа брахот

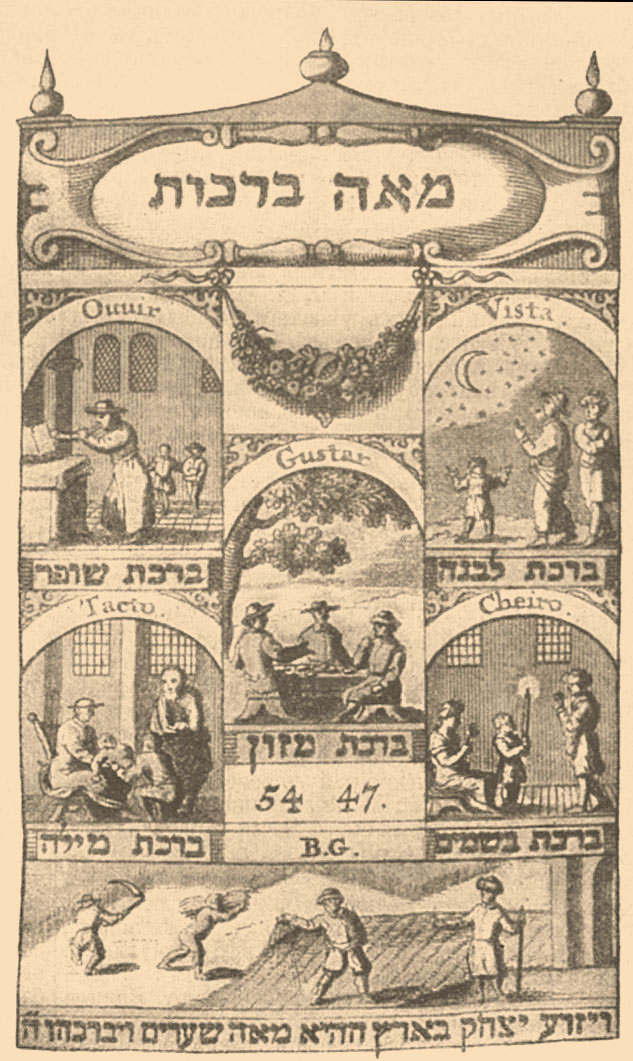
Заглавная страница книги מאה ברכות («Сотня благословений»),
Амстердам, 1687 (5447),
иллюстрация из Еврейской энциклопедии Брокгауза и Ефрона.
На иллюстрации в центре — биркат ха-мазон (трапеза зимуна),
справа — биркат левана (ритуал луны) и биркат бесамим (обоняние аромата ритуала хавдалы),
слева — биркат шофар (трубление в бараний рог на Новый год), биркат мила (ритуал обрезания),
внизу — «И сеял Исаак в земле той и получил во сто крат, так благословил его Господь» — парафраз стиха из

Меа брахот (ивр. מאה ברכות‎ — «сотня благословений») в талмудическом иудаизме — совокупность разнообразных благословений, которые всякий иудей обязан произнести Богу в течение дня. Строго установленный порядок благословений отсутствует, всякое благословение произносят в должное время, например, до препоясывания или после крика петуха. Не сделав что-либо не говорят благословение попусту. Зачитывать из сидура все 100 благословений подряд в синагоге — ошибка. Поскольку в шаббат благословений молитвы меньше, иудей обязан восполнить число сто благословениями до и после съедания фруктов.
По легенде, евреи не видели благ Всемогущего в повседневной жизни и не прославляли Его. По этой причине случилась чума и ежедневно умирали по 100 евреев. Предположив о причине несчастья царь Давид повелел евреям ежедневно произносить 100 благословений Всемогущему, после чего чума, якобы, прекратилась.

Иудей — обязан благословлять [Всевышнего] сотнею благословениями ежедневно и еженощно
Оригинальный текст (иврит)חייב אדם לברך מאה ברכות בכל יום בין היום והלילה‎
— Мишне Тора, Ахава, Тфила 7.14

Поучал раби Меир: «Иудей — обязан благословлять [Всевышнего] сотнею благословениями ежедневно, как говорится „итак, Израиль, чего требует от тебя Господь, Бог твой?“»
Оригинальный текст (иврит)תניא היה רבי מאיר אומר חייב אדם לברך מאה ברכות בכל יום שנאמר ועתה ישראל מה ה' אלהיך שואל מעמך‎
— Вавилонский Талмуд, Менахот 43 б

## Набор
Набор ста благословений в будни, который приведён в книге Мишне Тора, выглядит следующим образом:
- 18 благословений: перед сном — биркат ха-мапиль и после стих «Слушай, Израиль: Господь — Бог наш, Господь — один» (Втор. 6:4)[8], по пробужении утром, ещё лёжа в постели — Элохай нешама, просыпаясь утром от крика петуха —биркат ашер натан ла-сехви, перед одеванием, встав с постели — биркат мальбиш арумим, перед надеванием чалмы «кумта»[9] — биркат отер исраэль бе-тифара, до потирания глаз ото сна — биркат покеах иверим, проснувшись и до усаживания на постели — биркат матир асурим, до опускания ног с постели на пол — биркат рокеа ха-арец аль ха-маим, до вставания с постели и выпрямления — биркат зокеф кефуфим, перед омыванием рук — биркат аль нетилат ядаим, перед умыванием лица — биркат ха-маавир хевле шена, до входа в уборную обращается к ангелам и после выхода произносит биркат ашер яцар, до подпоясывания себя — биркат озер исраэль би-гвура, перед обуванием — биркат ше-асита ли коль цорки, до выхода из дома — биркат ха-мехин мицаде гавер, радуясь, что не является гоем, произносит — биркат ше-ло асани гой, радуясь, что не является женщиной, произносит — биркат ше-ло асани иша, радуясь, что не является рабом, произносит — биркат ше-ло асани авед
- Ежедневные 3 благословения перед изучением свитка Торы: биркат аль дивре тора, биркат ха-меламед тора ле-амо исраэль, биркат нотен ха-тора и зачитывают биркат коханим и отрывки из Мишны и Барайты
- 2 благословения псуке де-зимра: барух ше-амар, псалом 144 (и 145—150), иштабах
- 7 благословений до и после шма (утром до шма — йоцер ор, ахава раба, после шма — эмет ве-яцив, вечером перед шма — маарив аравим, ахават олам, после шма — эмет ве-эмуна, хашкивену)
- 2 благословения: перед надеванием талита с цицит на углах — биркат ле-хитатеф бецицит, до надевания тфилин — биркат ле-ханиах тфилин[10]
- 54 благословения — молитва «Шмоне эсре» (18 благословений — шахарит, 18 — минха, 18 — арвит)[11]
- 14 благословений во время двухкратной трапезы (7 благословений утром и 7 благословений вечером): благословение перед омыванием рук (нетилат ядаим), благословение перед съеданием пищи с хлебом (биркат ха-моци), 3 благословения после съедания (биркат ха-мазон)[12], благословение перед питьём вина (биркат боре при ха-гафен) и благословение после (ме-эн шалош)[13]